# Ricoh
Ricoh Company, Ltd. (яп. 株式会社リコー Кабусики гайся Рико:) — японская компания, производящая многофункциональные устройства, цифровые копиры, лазерные принтеры, цифровые дупликаторы, факсимильные аппараты, цифровые фотоаппараты и видеокамеры, дисководы, микросхемы и полупроводники, программное обеспечение и сетевые решения[чего?]. Компания занимала 429 место в списке Fortune Global 500 за 2011 год.

## История
6 февраля 1936 года Киёси Итимура учредил компанию Riken Kankoshi Co., Ltd. как фирму по производству светочувствительной бумаги для фотографирования и фотокопирования, а также оптических систем.
У основателя компании не было ни связей, ни привилегий в обществе, но, несмотря на это, благодаря своему интеллекту, упорству и уникальному мировоззрению он достиг очень многого, создал компанию, которая стала одной из самых стабильных и успешных в мире. В 1950 году компания начала производство зеркального фотоаппарата с двумя объективами — копию германского Rolleiflex.
Первый копир Ricoh Ricopy 101 был представлен в 1955 году. Использовавшаяся технология и функциональность этого устройства сильно отличалась от техники Ricoh сегодняшнего дня. Для первого копира использовалась специальная (светочувствительная) бумага. В 1971 году был представлен первый копировальный аппарат Ricoh PPC900, использующий обычную бумагу и сконструированный на базе электрофотографической технологии печати.
В 1973 году компания Ricoh представила первый в мире факсимильный аппарат для межконтинентальной связи Ricoh RiFax 600S, который был в шесть раз быстрее самых быстрых машин того времени. Этот аппарат стал родоначальником нового стандарта факсимильной связи (которые в те времена устанавливал комитет CCITT) и первым в мире факсом группы 3. С тех пор компания Ricoh внесла значительный вклад в совершенствование факсимильной технологии, постоянно развивая новые подходы, повышая качество и уменьшая время передачи.
Ricoh неустанно продолжала развивать новые технологии. Оборудование становилось быстрее, надёжнее, функциональнее. Одной из новых технологий явилась цветная печать, что привело к появлению в начале 1980-х годов первого аналогового цветного копира Ricoh Color 5000 «Райская птица». Примерно в это же время Ricoh занялась развитием цифровой технологии. Результатом этого стало появление в 1987 году первого цифрового копира Ricoh Imagio 320.
На рынках Европы и Северной Америки торговая марка Ricoh появилась в 1981 году, на отечественном рынке известна ещё со времён Советского Союза.
Кроме стратегических достижений, таких как получение сертификата по ISO 14001, деятельность Ricoh отмечена многими престижными наградами и званиями правительств, промышленных и потребительских групп. Среди них — «Climate is Business» за достижения «Ricoh Company Ltd.» в областях энергопотребления и менеджмента и за поддержку экологического Киотского протокола.
Компания являлась крупным производителем пленочных и цифровых фотоаппаратов, исследовала и разрабатывала инновационные системы фотосъемки и соперничала с такими компаниями, как Canon, Sony, Fuji, Konica Minolta, Polaroid, Hasselblad, Samsung Electronics и Panasonic. Так, с 1978 года выпускалась пленочная полупрофессиональная 35-мм камера Ricoh KR-5 с байонетом K (на некоторых рынках - Ricoh XR500), которая приобрела  большую популярность у пользователей и в дальнейшем модернизировалась. В 1982 году выпущена Ricoh KR-5 Super (на рынках США - Ricoh KSX-1000) c улучшенными характеристиками, но все так же оставалась в легкодоступном ценовом сегменте. В 1993 году компания Cosina для перехода на новый качественный уровень по заказу Ricoh спроектировала и выпустила новую камеру - Ricoh KR-5 Super II (на некоторых рынках - Ricoh XR-8). Камера получила современную начинку и новый затвор с короткой выдержкой 1/2000 сек. Примечательно то, что ранее по такой же схеме компанией Cosina были выпущены очень похожие модели Nikon FM10 и Olympus OM2000. В 1994 году выпущена последняя камера серии Ricoh KR-5 Super III (на некоторых рынках - Ricoh XR-8 Super). Камера получила современную начинку, новую эргономику и режим мультиэкспозиции.
Компания производила также и компактные автофокусные фотоаппараты, получившие популярность на мировых рынках: Ricoh AF-5, Ricoh XF-30, Ricoh FF-9 и  другие модели. Как часто делают в Японии, выпускались модели только для внутреннего потребителя. Наиболее известный пример - Ricoh TF-200D - компактная камера 80-х годов с автофокусом и объективом 38 мм, переключаемым на 65 мм с помощью кольца вокруг объектива. Фотоаппарат прославился резким объективом и высоким результатом относительно аналогов. В видоискателе типа Albada с яркими линиями, метками коррекции параллакса, отображается 5-зонный индикатор фокусировки. Как и некоторые компакты Fuji, именно данная модель TF-200D загружает в камеру весь рулон пленки, закатывая его обратно в картридж кадр за кадром, тем самым сохраняя уже отснятые кадры, если задняя крышка случайно открывается. Объектив: широкоугольный режим - 38 мм f/3,5; 3 элемента/3 группы, теле-режим : 65 мм f/6; 6 элементов/6 групп. 
В октябре 2011 года Ricoh Company объявила о завершении сделки по поглощению компании Pentax Imaging Corporation и об изменении названия приобретённой компании на Pentax Ricoh Imaging Company. Данная компания будет заниматься разработкой, производством и продажей потребительских продуктов и сервисов из области оптики, к примеру: цифровых камер и сменных объективов, а также аксессуаров к камерам, продуктов, относящихся к видеокамерам систем безопасности, и биноклей.

## Продукция
Ниже приведён неполный список товаров, выпускаемых под торговой маркой Ricoh:
- Цифровые фотоаппараты
  - компактные
    - Ricoh Caplio G3 (3.24 megapixel)
    - Ricoh Caplio G4 (3.24 megapixel)
    - Ricoh RDC-5300 (2.30 megapixel)
    - Ricoh Caplio Pro G3 GPS Camera, Network ready (3.24 megapixel)
    - Ricoh Caplio RX (3 megapixel)
    - Ricoh Caplio R1 (4 megapixel)
    - Ricoh Caplio R1v (5 megapixel)
    - Ricoh Caplio R2 (5 megapixel, larger screen, no viewfinder)
    - Ricoh Caplio R3 (5 megapixel, 28-200 equivalent zoom)
    - Ricoh Caplio R4 (6 megapixel, 28-200 equivalent zoom)
    - Ricoh Caplio R5 (7 megapixel, 28-200 equivalent zoom)
    - Ricoh Caplio R6 (7 megapixel, 28-200 equivalent zoom, larger screen, super slim)
    - Ricoh Caplio R7 (8 megapixel, 28-200 equivalent zoom)
    - Ricoh R8 (10 megapixel, 28-200 equivalent zoom)
    - Ricoh R10 (10 megapixel, 28-200 equivalent zoom)
    - Ricoh CX1 (9 megapixel, 28-200 equivalent zoom)
    - Ricoh CX2 (9 megapixel, 28-300 equivalent zoom)
    - Ricoh CX3 (10 megapixel, 28-300 equivalent zoom)
    - Ricoh CX4 (10 megapixel, 28-300 equivalent zoom)
    - Ricoh Caplio GX (5.1 megapixel, also available as Rollei prego 5100)
    - Ricoh Caplio GX8 (8 megapixel) 28-85mm equivalent zoom with 22 mm optional adaptor
    - Ricoh Caplio GX100 (10 megapixel) 24-72mm equivalent wide zoom with 19 mm optional adaptor 
    - Ricoh GX200 (12 megapixel) 24-72mm equivalent wide zoom with 19mm and 135mm optional converter lenses. Replaced the GX100.
    - Ricoh Caplio 400G Wide (3.2 megapixel)
    - Ricoh Caplio 500SE (8 megapixel, 28-85mm equivalent zoom with 22 mm optional adaptor, GPS-ready

- GPS and камеры All-in-one
- Серия Ricoh GR
  - GR плёночные
    - Ricoh GR1
    - Ricoh GR1s
    - Ricoh GR1V

  - GR цифровые
    - Ricoh GR Digital (8 megapixel) 28mm equivalent prime lens with 21 mm optional adaptor
    - Ricoh GR Digital II (10 megapixel) 28mm equivalent prime lens with 21 mm optional adaptor
    - Ricoh GR Digital III (10 megapixel) 28mm equivalent prime lens with F1.9 aperture
    - Ricoh GR Digital IV (10 megapixel) 28mm equivalent prime lens with F1.9 aperture
    - Ricoh GR (16 megapixel APS-C) 28mm equivalent prime lens with F2.8 aperture
    - Ricoh GR II (16 megapixel APS-C) 28mm equivalent prime lens with F2.8 aperture
    - Ricoh GR III (24 megapixel APS-C) 28mm equivalent prime lens with F2.8 aperture

  - GXR (модульные) цифровые
    - Ricoh GXR

Пленочные фотоаппараты

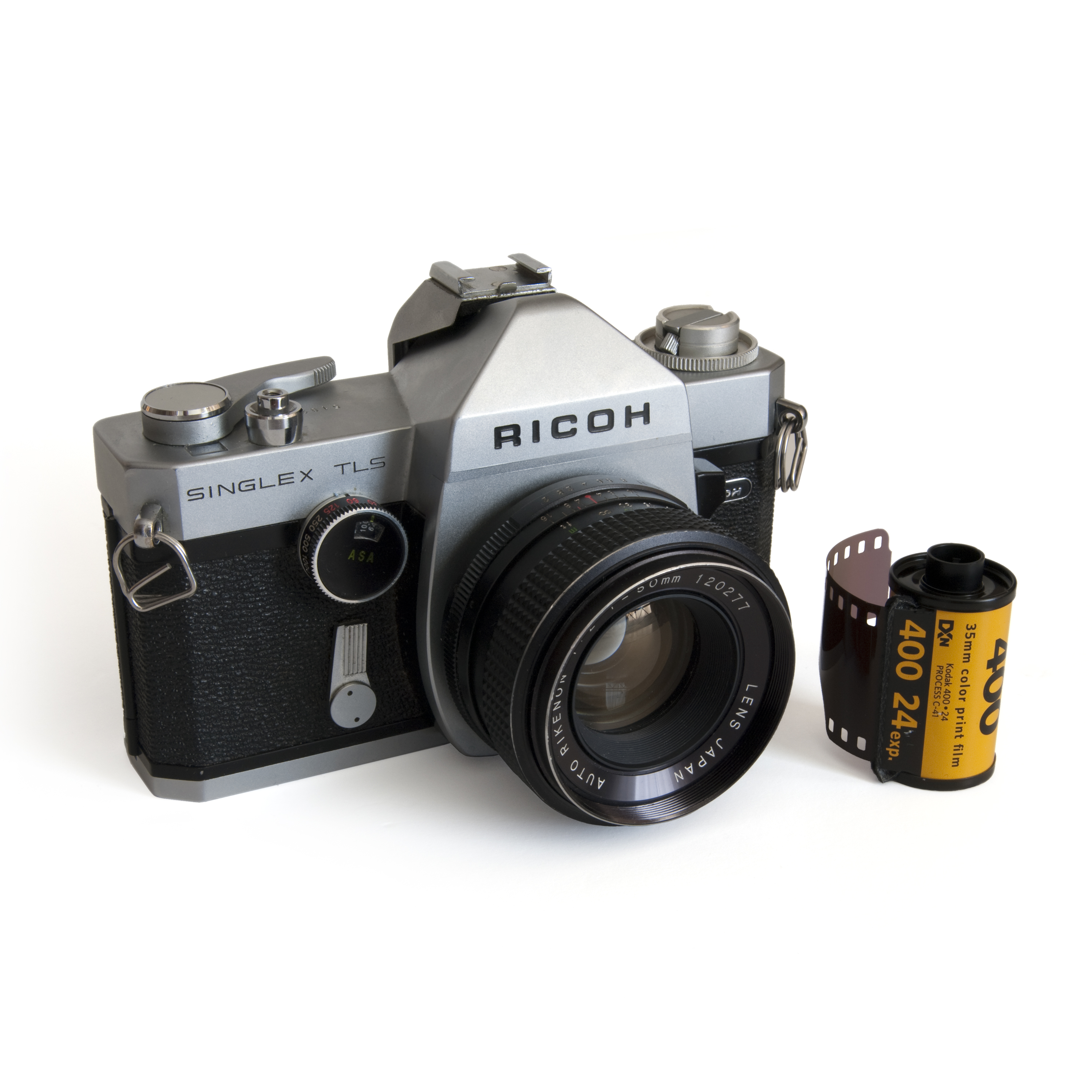
Ricoh Singlex TLS SLR camera

- Ricoh 500 35mm rangefinder with rapid film advance and fast focusing
- Ricoh 500G 35mm compact rangefinder
- Ricoh Mirai (similar to Olympus AZ-4 zoom)
- Ricoh Ricoh Singlex (Nikon F mount, made by Mamiya — same body as Nikkorex F, and Sears SLII)
- Ricoh Ricoh Singlex TLS (M42 lens mount, same as Sears TLS)
- Ricoh Ricoh Singlex II (M42 lens mount)
- Ricoh KR-5 (R-K mount)
- Ricoh KR-5 Super (R-K mount)
- Ricoh KR-5 Super II (R-K mount)
- Ricoh KR-10 (R-K mount)
- Ricoh KR-10 Super (R-K mount)
- Ricoh KR-30SP (R-K mount)
- Ricoh XR-1 (R-K mount)
- Ricoh XR-2 (R-K mount)
- Ricoh XR-500 (R-K mount)
- Ricoh XR-10M (R-K mount)
- Ricoh XR-P (R-K mount)
- Ricoh XR-S (R-K mount)
- Ricoh XR-X (R-K mount)
- Ricoh XR-8 Super (в некоторых странах Ricoh KR-5 Super III)
- Ricoh AF-2 автофокусный компактный фотоаппарат
- Ricoh AF-5 автофокусный компактный фотоаппарат с высококонтрастным объективом 38mm / f2.8. В отличие от Canon, AF-5 указывает зону фокусировки в видоискателе до того, как затвор будет полностью нажат.
- Ricoh FF-9D

- Проекторы
  - Мобильные
    - PJ X3131
    - PJ WX3231N
    - PJ WX3131
    - PJ S2130
    - PJ WX2130
    - PJ X3241N
    - PJ X3241

  - Компактные
    - PJ WX4130
    - PJ WX4130N
    - PJ WX4130Ni
- Копировальная и офисная техника
  - Монохромные копиры и МФУ
    - Aficio SP 100SU
    - Aficio SP 100SF
    - Aficio SP 202SN
    - Aficio SP 203SFN
    - Aficio SP 311SFN
    - Aficio SP 311SFN
    - Aficio SP 3500SF
    - Aficio SP 3510SF
    - Aficio SP 4410SF
    - Aficio SP 5200S
    - Aficio SP 5210SF
    - Aficio SP 5210SR
    - Aficio MP 171/LN
    - Aficio MP 201SPF
    - Aficio MP 301SP/SPF
    - Aficio MP 2001
    - Aficio MP 2001L/SP
    - Aficio MP 2501L/SP
    - Aficio MP 2352SP
    - Aficio MP 2852/AD/SP
    - Aficio MP 3352/AD/SP
    - Aficio MP 4002AD/SP
    - Aficio MP 5002AD/SP
    - Aficio MP 6002/SP
    - Aficio MP 7502/SP
    - Aficio MP 8002/SP
    - Aficio MP 9002/SP
    - Aficio FX 200
    - Pro 8100S
    - Pro 8110S
    - Pro 8120S

  - Полноцветные МФУ
    - Aficio SPС240SF
    - Aficio SPC242SF
    - Aficio MP C305SP/SPF
    - Aficio MP300/SR
    - Aficio MP400/SR
    - Aficio MPC2051AD
    - Aficio MPC2551AD
    - Aficio MPC3003AD
    - Aficio MPC3503AD
    - Aficio MPC4503SP/ASP
    - Aficio MPC5503SP/ASP
    - Aficio MPC6003SP
    - Aficio MPC6502SP
    - Aficio MPC8002SP
    - Pro C651EX
    - Pro C751EX

  - Инженерные системы
    - FW 770
    - FW 780
    - Aficio MP W2401
    - Aficio MP W3601
    - Aficio MP 5100W
    - Aficio MP 7140W
    - Aficio MP CW2200SP
    - Aficio SP W2470

  - Цифровые минитипографии
    - Priport DX 2330
    - Priport DX 2340
    - Priport DX 3243
    - Priport DX 3443
    - Priport DD 4450
    - Priport DX 4640PD
    - Priport HQ 7000
    - Priport DD 6650P

  - Монохромные лазерные принтеры
    - Aficio SP 100
    - Aficio SP 200N
    - Aficio SP 311DN/DNw
    - Aficio SP 3500N
    - Aficio SP 3510DN
    - Aficio SP 4310N
    - Aficio SP 5200DN
    - Aficio SP 5210DN
    - Aficio SP 6330N
    - Aficio SP 8300DN
    - Aficio SP W2470

  - Полноцветные лазерные принтеры
    - Aficio SP C240DN
    - Aficio SP C242DN
    - Aficio SP C320DN
    - Aficio SP С430DN
    - Aficio SP C431DN
    - Aficio SP С730DN
    - Aficio SP С830DN
    - Aficio SP С831DN

  - Полноцветные гелевые принтеры и МФУ
    - Aficio SG 2100N
    - Aficio SG 3110DN/DNw
    - Aficio SG 3100SNw
    - Aficio SG 3110SFNw
    - Aficio GX e5550N
    - Aficio SG 7100DN
    - Aficio MP CW2200SP

- Программное обеспечение
  - Card Authentication Package /Enterprise Server v.2
  - Enhanced Locked Print NX / FlexRelease Server v.2
  - Smart Device Monitor
  - Flex Secure Print Suite
  - GlobalScan NX V2
  - @Remote

## Спонсорство
Ricoh является спонсором одного из основных женских титулов в японских шахматах сёги — дзёрю-одза, который она учредила в 2011 году.